# アステロイド/最終衝撃
『アステロイド/最終衝撃』（Asteroid）は、1997年に製作されたアメリカ合衆国のテレビ映画。別題は『アステロイド〜世界崩壊の日・巨大隕石大激突!〜』。

## キャスト
| 役名                     | 俳優                     | 日本語吹替 | 日本語吹替   | 日本語吹替 |
| 役名                     | 俳優                     | ソフト版   | テレビ朝日版 |            |
| ------------------------ | ------------------------ | ---------- | ------------ | ---------- |
| ジャック・ワラック長官   | マイケル・ビーン         | 原康義     | 田中秀幸     |            |
| リリー・マッキー博士     | アナベラ・シオラ         | 相沢恵子   | 佐々木優子   |            |
| アダム・マルケス         | カルロス・ゴメス         | 後藤敦     | 山路和弘     |            |
| ベン・ドッド             | ドン・フランクリン       | 佐久田修   | 荒川太郎     |            |
| エリオット・マッキー     | ザカリー・チャールズ     | 岡村明美   | 津村まこと   |            |
| チャールズ・ネイピア     | アンソニー・ザーブ       | 岩田安生   | 阪脩         |            |
| ロイド・モーガン         | フランク・マクレー       | 島香裕     | 村松康雄     |            |
| マックス                 | ブライアン・ヒル         | 松本大     | 円谷文彦     |            |
| マシュー・ロジャース博士 | マイケル・ウェザリー     | 高瀬右光   | 佐々木梅治   |            |
| カレン・ドッド           | アン＝マリー・ジョンソン | 沢海陽子   | 田中敦子     |            |
| 大統領                   | デニス・アーント         | 稲葉実     | 円谷文彦     |            |
| ジョーンズ提督           | エド・オブライエン       | 辻親八     | 宝亀克寿     |            |
| カンザスシティ消防署長   | マイケル・フリン         | 辻親八     |              |            |
| サイモンズ将軍           | グレイグ・スタウト       | 山野史人   | 廣田行生     |            |
| ジョン・リンゼイ         | ジョン・リンゼイ         | 水野龍司   |              |            |

- ソフト版その他：城山堅、叶木翔子、喜多川拓郎、佐藤美智子、佐野忠彦
- テレビ朝日版：初回放送1997年9月21日『日曜洋画劇場』

## 受賞
- プライムタイム・エミー賞
  - 視覚効果賞　[1]